# 제강

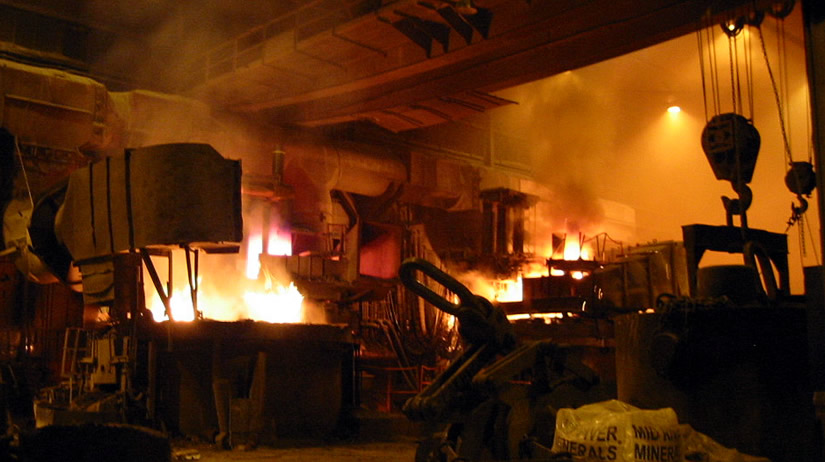

제강(製鋼)은 철강을 제조하는 것을 말한다. 용광로에서 나온 선철에는 4% 가량의 탄소와 규소·인·망간 등의 불순물이 들어 있다. 이 선철은 단단하지만 부서지기 쉬워 주조용으로 쓰일 따름이다. 강철로 만들기 위해서는 선철 속의 탄소를 줄이고 불순물을 제거해야 한다. 용광로에서는 코크스에 의한 환원이 지나쳐서 철 속에는 탄소가 너무 많이 섞여 들었기 때문에, 이번에는 도리어 산화시킴으로써 탄소를 줄이는 한편, 불순물인 규소나 인 따위도 산화시켜 제거하여야 한다. 이를 제강이라고 부르는데, 대표적인 제강 방법으로는 평로(平爐)를 이용하는 경우와 전로(轉爐)를 쓰는 경우의 두 가지가 있다.

## 평로제강
평로에 고철 부스러기·석회석·선철 등을 넣고, 축열실에서 예열된 공기와 가스 또는 중유를 뿜어 넣어 고온 화염의 방사열로써 녹인다. 이 가스의 방향을 보통 10분 간격으로 좌우로 번갈아 바꿈으로써 열이 유효하게 이용되도록 한다. 산소는 노 속의 열풍으로부터도 공급되지만 산화를 촉진시키기 위해서 다시 약간의 철광석을 넣는다. 이렇게 하면 탄소는 일산화탄소로서 제거되고 망간·인·규소도 각각 산화물로 되어 슬래그에 흡수된다. 이와 같은 공정으로 4∼5시간 동안 정련한 다음 이번에는 남아 있는 여분의 산소를 없애기 위하여 약간의 철－실리콘의 합금이나 알루미늄을 탈산제로서 첨가하여 거푸집에 부으면 응고하여 잉곳(ingot：鑄坤)으로 된다.

## 전로제강
전로제강은 1855년에 베서머가 발명한 방법이다. 이는 속에 공기를 뿜어 넣어서 선철 속의 불순물을 10∼15분 동안에 산화 정련하는 방법으로, 평로법에 앞서서 강철을 대량생산하는 길을 열어놓은 유명한 제강방법이다. 이 방법은 1877년에 토머스에 의해서 불순물인 인을 제거할 수 있도록 개량되어, 유럽에서는 한때 널리 이용되었으나, 같은 무렵에 발전하기 시작한 평로에 비해서 강철의 품질이 약간 떨어진다는 결점 때문에 세계적으로는 평로방법이 제강의 주류가되었고 전로는 별로 발전하지 못했다. 그러다가 베서머의 전로 발명 후 90년이 지난 1946년에 노의 형태는 비슷하지만 밑으로부터가 아니라 용선의 위로부터 순수한 산소를 고압·고속으로 분사하여 정련하는 산소분사식 전로가 발명되었다. 이 염기성 산소 제강 방법을 처음으로 고안하여 사용한 곳이 오스트리아의 린츠(Linz) 공장과 도나비츠(Donawitz) 공장인 데서 유래하여 LD전로라고도 부른다. LD전로는 주둥이가 큰 병과 같은 모양으로 되어 있다. 이 노를 수평으로 기울여서 용선을 넣고 석회와 고철 부스러기를 첨가한 다음 바로 세운다. 여기에 산소관을 넣어 고속으로 산소를 분사한다. 그러면 선철 속의 불순물은 급속도로 산화되고 탄소도 줄어들어 40분 정도면 정련이 끝난다. 순수한 산소를 사용하는 이 LD전로는 평로보다도 질이 더 좋은 강철이 생산되고, 평로에 비해서 생산 능률도 훨씬 향상시킬 수가 있으므로 1950년대부터는 세계적으로 제강 방법의 새 주류를 이루게 되었다.

## 직접제강법
용광로에 의한 선철 제조와 평로·전로에 의한 제강에서는 앞에서 설명하였듯이, 광석의 산화철이 지나치게 환원됨으로 탄소의 함유량이 너무 많아져, 선철을 다시 산화시켜야 강철로 만들 수 있게 되는 이중의 비용이 든다. 여기에서 처음부터 광석을 꼭 알맞을 정도로 환원시킴으로써 직접 강철을 만들 수는 없을까 하는 의문이 생긴다. 오늘날 이 문제를 해결하기 위해 여러 가지 방법이 연구되고 있다.

## 같이 보기
- 제철소

## 참고 문헌
- 이 문서에는 다음커뮤니케이션(현 카카오)에서 GFDL 또는 CC-SA 라이선스로 배포한 글로벌 세계대백과사전의 내용을 기초로 작성된 글이 포함되어 있습니다.